# Ati Quigua
Ati Seygundiba Quigua Izquierdo, conocida como Ati Quigua (Sierra Nevada de Santa Marta, 28 de abril de 1980) es una activista, política ambientalista y pacifista indígena colombiana perteneciente al pueblo arhuaco. Es administradora pública y Magíster en Gobierno y políticas públicas. El 3 de enero de 2004 se convirtió en la primera concejala indígena de Colombia y posteriormente la primera mujer indígena en la vicepresidencia del Concejo de Bogotá de 2004 a 2011. En su trabajo político priorizó la creación de una "cultura del agua" a través de un Estatuto del Agua para Bogotá y la defensa del patrimonio medioambiental, la soberanía alimentaria y el protagonismo de las mujeres en esta lucha. En sus intervenciones ha denunciado el etnocidio. En la actualidad es miembro de la Comisión Asesora de Paz de Colombia.

## Biografía
Creció en Jewrwa, un lugar de gran significado para el pueblo indígena Iku (Arhuacos) por ser una montaña sagrada de pagamento (ofrendas) al agua, que su familia trabajó intensamente por recuperar con el liderazgo del Mamo Guney Muney Macku o Apolinar Izquierdo. Descendiente de la casta Gumuke Busintana.  Ati Quigua explica que los Mamos Ikus Bunchanawin, Arwaviku y el mamo Kogui Jose Gabriel Alimako han estado acompañando el proceso de formación, de Ati Quigua.
Su madre es Luz Helena Izquierdo, la primera universitaria del pueblo arhuaca, líder del pueblo arhuaco. Izquierdo logró asociar a 70 mil indígenas en el norte de Colombia y era la representante legal de la Asociación de Cabildos. Su tío materno fue uno de los primeros maestros.

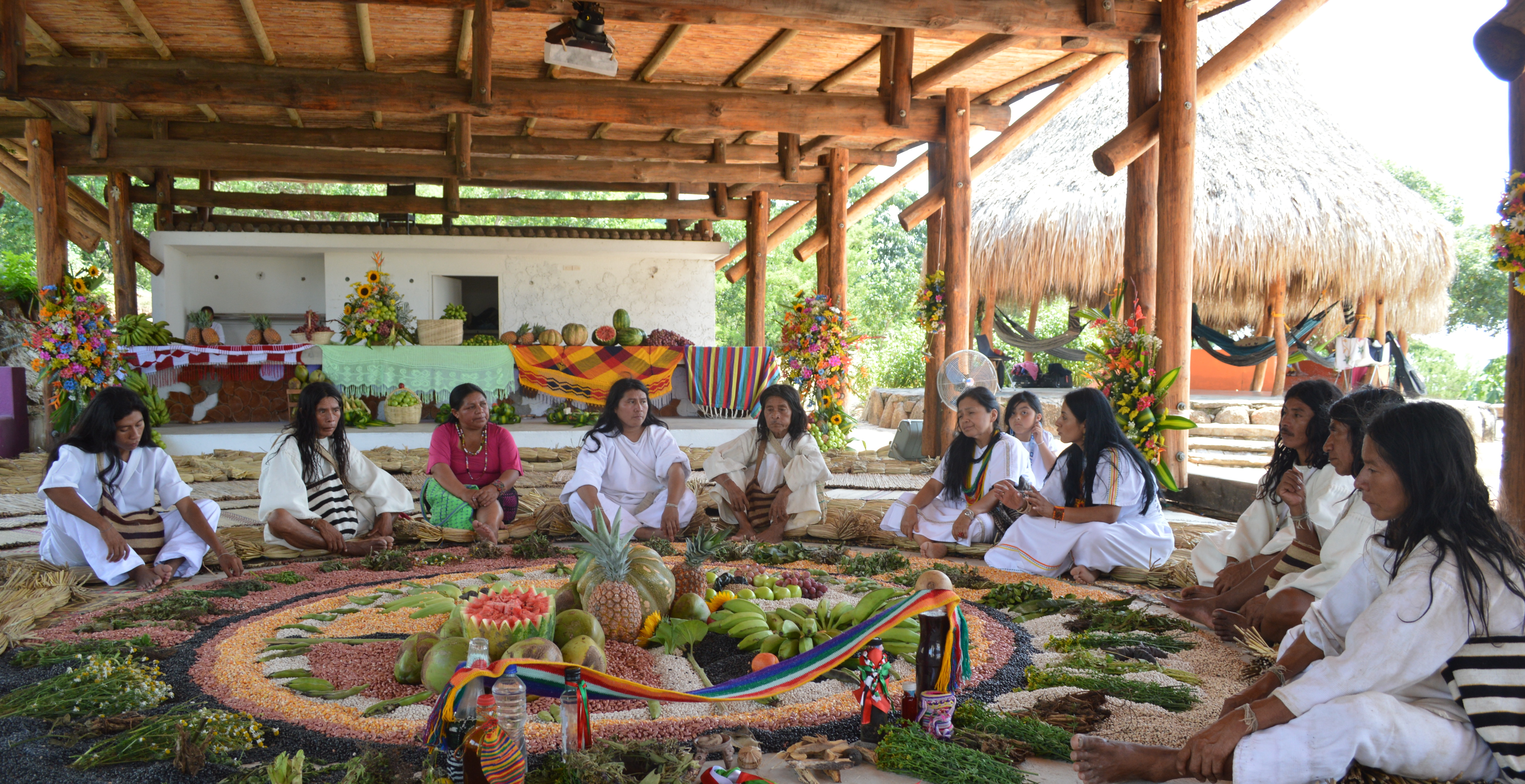

Quigua creció en la sierra donde estuvo hasta los 17 años. Realizó su formación primaria y secundaria en Nabusímake, capital de los arhuacos. Para su formación en secundaria, ingresó como interna, durante seis años, al Colegio Agropecaurio Arhuaco, en las antiguas instalaciones de la Misión Capuchina.
Terminó los estudios, algo que no fue fácil en una comunidad que no facilitaba el estudio para las mujeres. Con el empuje de su madre se trasladó a Bogotá para ir a la Universidad. Aunque se trasladó a la ciudad para formarse y luego regresar a la comunidad, su madre fue amenazada por los paramilitares y tuvo que salir de la sierra. Quigua tenía 22 años y optó por luchar para la visibilidad de la situación de los indígenas en la capital.

Me encontré con indígenas del Cauca, de la Guajira, kankuamos habían matado como 250, y asumí la realidad tan dura que vive el pueblo indígena en el país. Es una tarea difícil, hice el primer ejercicio y logramos plantear la reivindicación de los derechos indígenas en las ciudades. De cierta manera algo que en un principio fue desafortunado para mi como el desplazamiento lo tomé como una oportunidad para entender mas a fondo, me gustaría poder continuar esta labor.
Ati Quigua

Llegó a Bogotá para estudiar Filosofía en la Universidad Sergio Arboleda y Ciencias Políticas y Administrativas en la Escuela Superior de Administración Pública. Se graduó en esta última en 2007. En la Universidad Nacional ha sido coinvestigadora del Instituto de Estudios Ambientales. Ha sido invitada por varias universidades para dictar conferencias sobre la problemática indígena y el medio ambiente. Estudio la maestría en Gobierno y Políticas Públicas de la Universidad Externado de Colombia ofrecida en convenio con Columbia University, N.Y., School of internacional and public affairs, SIPA.

### Concejala de Bogotá
Fue concejala de Bogotá de 2004 a 2007 y de 2008 de 2011. En su trabajo en el Concejo impulsó el Estatuto del Agua y trabajó para recuperar la cultura alimentaria. Fue promotora del movimiento intercultural Todos Atierra que trabaja por la declaración indígena, que erigió a Bacatá, ‘Capital del agua, ciudad intercultural de las Américas, la agropolis con soberanía alimentaria’.

#### Primer periodo
El 4 de enero de 2004 fue elegida concejala como integrante de la lista del Polo Democrático Independiente, sin embargo fue demandada ante el Tribunal Administrativo de Cundinamarca con el argumento de que cuando fue elegida, en octubre del 2003, tenía 23 años y no los 25 que exige el Estatuto Orgánico de Bogotá. Quigua denunció que detrás de este proceso estaba su compañero de lista el ingeniero civil Wilson Duarte. Dos meses después el Tribunal Administrativo, al fallar el caso, ratificó que Quigua no podía volver al cabildo por no tener la 'mayoría de edad' para ese cargo. Los magistrados no validaron las conclusiones de un peritazgo antropológico que concluyó que, según la cultura arhuaca, Quigua tenía entre 27 y 30 años añadiendo que en esa comunidad las mujeres obtenían la mayoría de edad a los 15 años, cuando les llegaba la primera menstruación. En septiembre de 2004 perdió la curul al no cumplir la edad reglamentaria. Quigua interpuso una acción de tutela ante la Corte Constitucional para volver al cabildo. El 20 de agosto de 2005, la Corte le dio la razón y le devolvieron la curul de concejala de Bogotá. El magistrado Manuel José Cepeda protegió la identidad cultural y señaló que la Constitución de 1991 no establece una edad mínima para el cargo y que eso está por encima del Estatuto Orgánico.
Quigua, con el apoyo del músico David Jaramillo del grupo de rock Doctor Krápula hizo alianzas con artistas y músicos de renombre internacional, para generar espacios de interculturalidad, donde las comunidades indígenas en Bogotá pudieran obtener su reconocimiento. Periódicamente organizaba encuentros con comunidades indígenas, artistas y ciudadanía en general para promover indígenas interculturales y discutir su agenda pragmática con la comunidad.[cita requerida]

#### Segundo periodo
Ati Quigua ha sido la única mujer indígena electa por segunda vez con un respaldo de 13.501 votos.[cita requerida] Quigua fue autora del Acuerdo 359/09, adoptado mediante el decreto 543 de 2011 que impulsa la política pública indígena en Bogotá. El Acuerdo 347/2008, que define los lineamientos para la política pública del agua incluido el "mínimo vital", que se adoptó en Bogotá, mediante decreto 485 de 2011 (enlace roto disponible en Internet Archive; véase el historial, la primera versión y la última).. Impulsó propuestas como el “Estatuto del agua para Bakatá-Bogotá”, la política pública indígena distrital, la reforma al estatuto ambiental, la implementación de cultivos ancestrales andinos como complemento nutricional y la política de soberanía alimentaria sustentada en la economía campesina e indígena.
Al final de su segundo periodo, se indica que estuvo involucrada en el reemplazo del director del Jardín Botánico de Bogotá, posesionándose Edgar Mauricio Garzón quien sería parte de su cuota política. Fue sancionada por la Procuraduría en 2012 por conducir su vehículo oficial en estado de embriaguez, causando un accidente en noviembre de 2010.

#### Tercer período
El 27 de octubre de 2019 fue elegida como concejal de Bogotá para el período 2020-2023 por la lista de alianza de Mais-Colombia Humana-UP.

### Otras actividades
Ati Quigua fue candidata al Congreso de la República por la circunscripción especial indígena, en 2013, curúl que no obtuvo.[cita requerida] Constituye una alianza entre la Confederación Indígena Tayrona y la Organización de los Pueblos Indígenas de la Amazonía Colombiana (OPIAC). En 2014 fue candidata al Senado con el movimiento "Sé" semilla de vida y paz alianza por la biodiversidad por el OPIAC (Organización de los Pueblos Indígenas de la Amazonía Colombiana) proponiendo una reforma constitucional para incluir los derechos de la naturaleza, unas iniciativas de ley de ordenamiento hidrográfico, la protección de las semillas nativas y la lucha contra los transgénicos. En 2010, Ati Quigua lanzó el referendo por los derechos de la naturaleza con la participación de 40.000 ciudadanos principalmente jóvenes y no fue registrado por ningún medio.
Participó en el Caribe en la Plaza de la Paz en Barranquilla en defensa de los derechos del agua y de la tierra.
Quigua inició su doctorado en Derecho en la Universidad del Rosario con una beca.[cita requerida]

## Denuncia de etnocidio
Durante toda su trayectoria, Quigua se ha enfocado en socializar la cosmovisión indígena y la relación con la madre tierra recordando que, en la concepción indígena, el humano no está fuera de la naturaleza y que el concepto de los derechos humanos tienen una visión antropocéntrica.[cita requerida] A pesar de que en Colombia se reconocen por primera vez los derechos de los pueblos indígenas en 1991, Quigua recuerda que la Corte Constitucional colombiana ha denunciado que los pueblos indígenas están en riesgo de ser exterminados física y culturalmente señalando autos de 2008 y 2009 en los que se apuntan como amenaza directa el conflicto armado, la grave situación nutricional y alimentaria y la vulneración de derechos en salud y educación.[cita requerida]

## Premios y reconocimientos
Ati Quigua recibió en 2016 el Premio Pace Città di Ferrara y el Premio Internacional Daniele Po en 2016, que reconoce a mujeres y asociaciones que trabajan por el ambiente y los derechos humanos. 